# Cerkiew Zaśnięcia Najświętszej Maryi Panny w Kalnikowie
Cerkiew pod wezwaniem Zaśnięcia Przenajświętszej Bogurodzicy – murowana prawosławna cerkiew parafialna w Kalnikowie. Należy do dekanatu Przemyśl diecezji przemysko-gorlickiej Polskiego Autokefalicznego Kościoła Prawosławnego.
Dawna świątynia greckokatolicka.
Pierwsza wzmianka o cerkwi Najświętszej Maryi Panny, zachowana w przemyskich aktach grodzkich pochodzi z 1378. Obecna cerkiew została zbudowana w 1920 na miejscu starszej, murowanej cerkwi z 1882.
Z 1882 pochodzi również dzwonnica stojąca przed cerkwią. Świątynia należała do greckokatolickiego dekanatu jarosławskiego (przed I wojną światową do krakowieckiego).
Po wojnie cerkiew została opuszczona i zaniedbana, od 1958 jest użytkowana przez Kościół Prawosławny. Na podstawie ustawy z dnia 17 grudnia 2009 o uregulowaniu stanu prawnego niektórych nieruchomości pozostających we władaniu Polskiego Autokefalicznego Kościoła Prawosławnego cerkiew stała się wyłączną własnością tego Kościoła.
Cerkiew i dzwonnicę wpisano do rejestru zabytków 5 czerwca 1992 pod nr A-457.

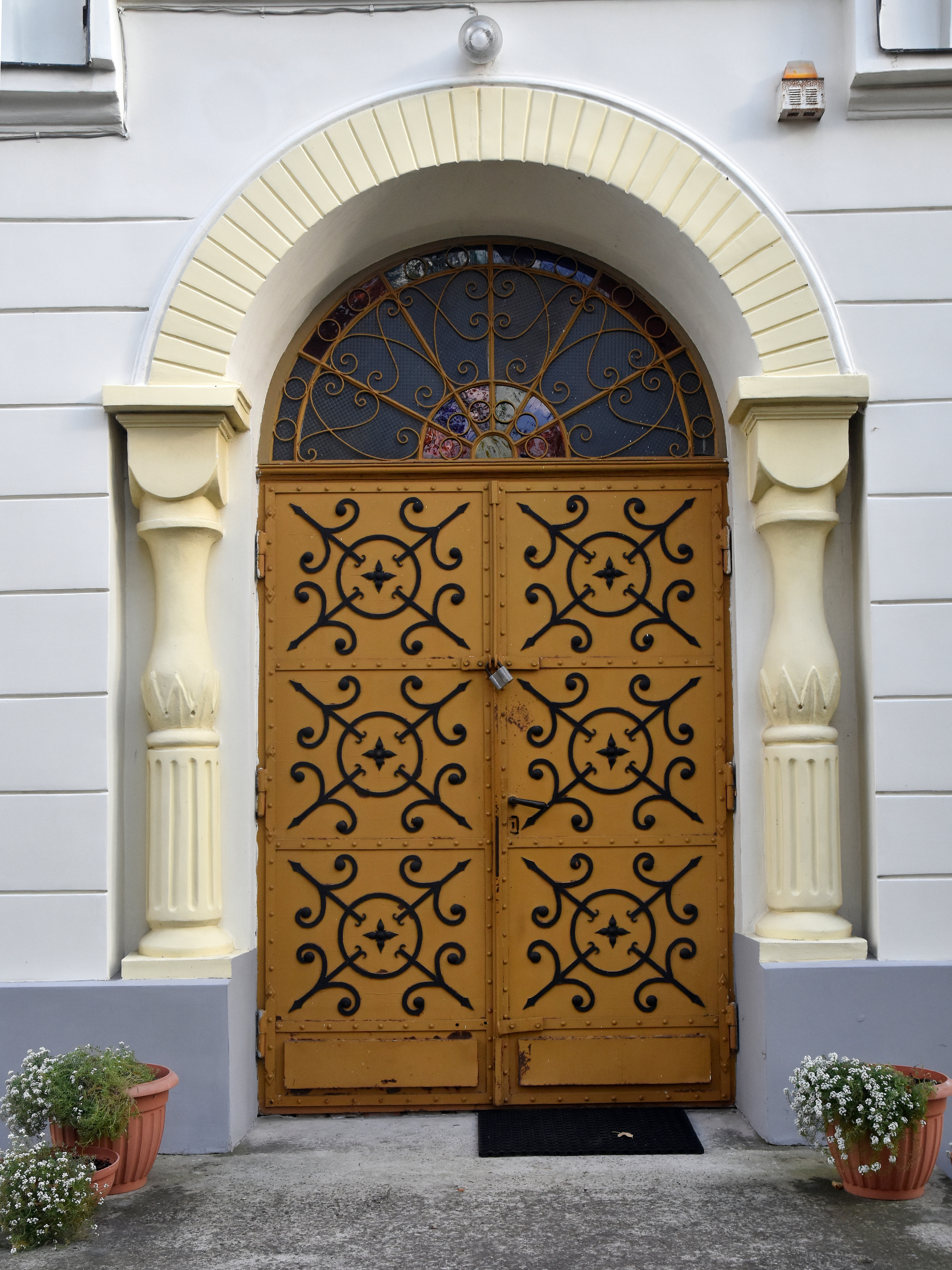
Wejście
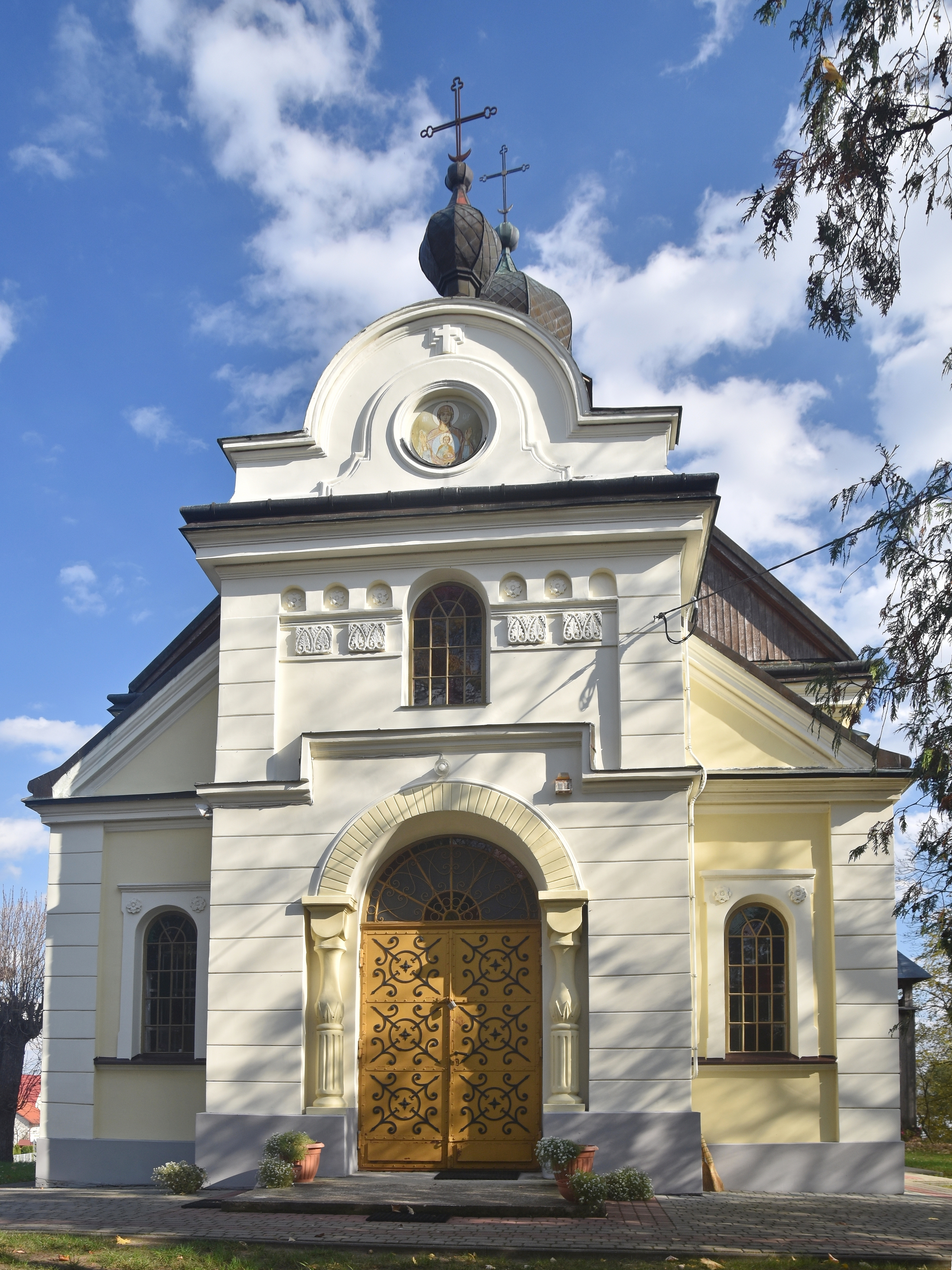
Elewacja frontowa
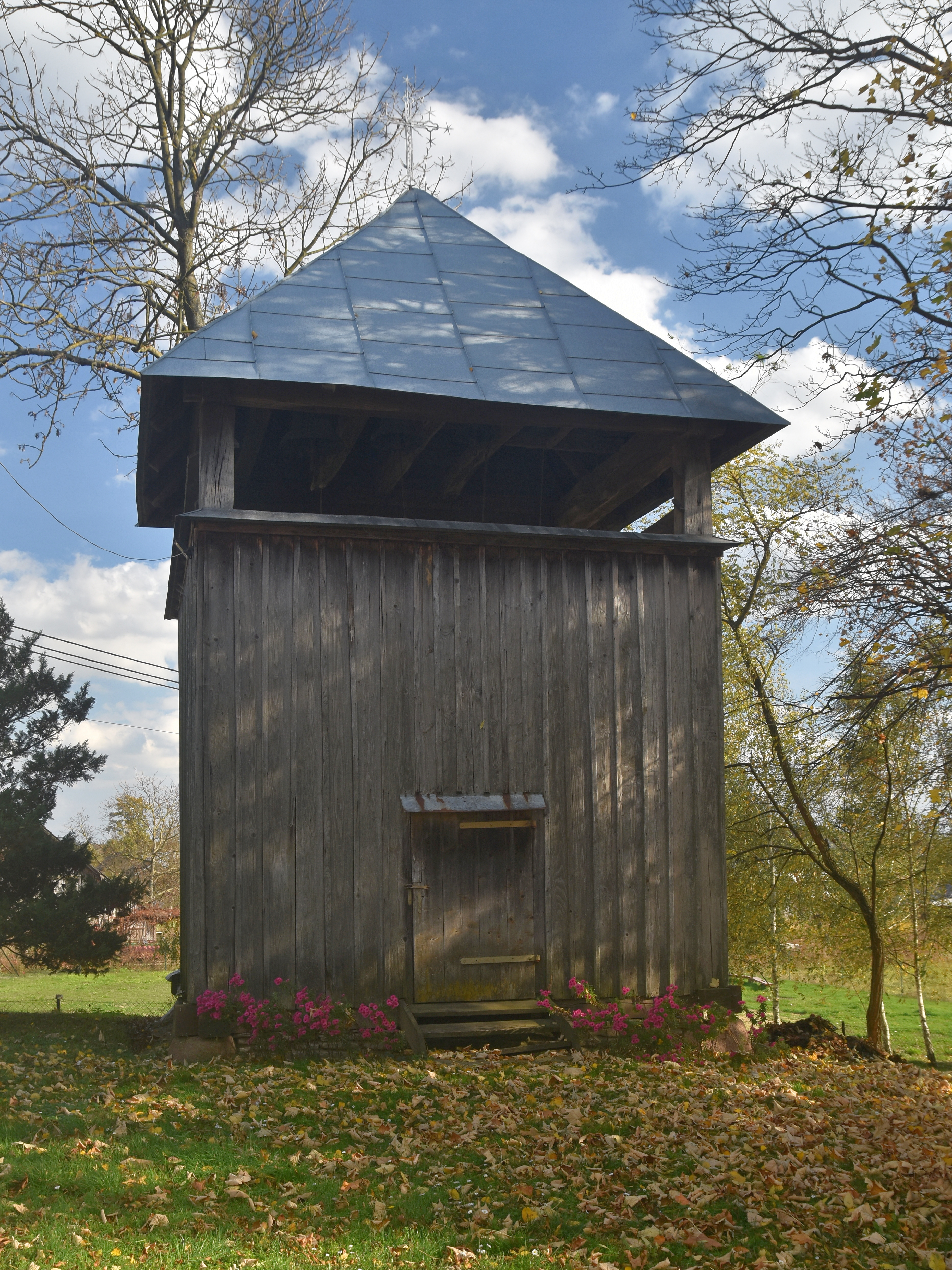
Dzwonnica